# العلاقات السنغالية الدومينيكية
العلاقات السنغالية الدومينيكية هي العلاقات الثنائية التي تجمع بين السنغال ودومينيكا.

## مقارنة بين البلدين
هذه مقارنة عامة ومرجعية للدولتين:
| وجه المقارنة                                              | السنغال                                              | دومينيكا              |
| --------------------------------------------------------- | ---------------------------------------------------- | --------------------- |
| المساحة (كم2)                                             | 196.72 ألف                                           | 751                   |
| عدد السكان (نسمة)                                         | 15.85 مليون                                          | 73.92 ألف             |
| الكثافة السكانية (ن./كم²)                                 | 80.57                                                | 9.84 ألف              |
| العاصمة                                                   | داكار                                                | روسو                  |
| اللغة الرسمية                                             | لغة فرنسية، اللغة الولوفية، باديارا ‏، اللغة البلنتية | لغة إنجليزية          |
| العملة                                                    | فرنك غرب أفريقي                                      | دولار شرق الكاريبي    |
| الناتج المحلي الإجمالي (بليون دولار)                      | 16.37 مليار                                          | 562.54 مليون          |
| الناتج المحلي الإجمالي (تعادل القوة الشرائية) بليون دولار | 36.62 مليار                                          | 789.63 مليون          |
| الناتج المحلي الإجمالي الاسمي للفرد دولار أمريكي          | 899                                                  | 7.12 ألف              |
| الناتج المحلي الإجمالي للفرد دولار أمريكي                 | 2.33 ألف                                             | 10.88 ألف             |
| مؤشر التنمية البشرية                                      | 0.466                                                | 0.724                 |
| رمز المكالمات الدولي                                      | +221                                                 | +1767                 |
| رمز الإنترنت                                              | .sn                                                  | .dm                   |
| المنطقة الزمنية                                           | 00                                                   | 00، توقيت أطلنطي موحد |

## منظمات دولية مشتركة
يشترك البلدان في عضوية مجموعة من المنظمات الدولية، منها:
| علم المنظمة | اسم المنظمة                                 | تاريخ انضمام السنغال | تاريخ انضمام دومينيكا |
| ----------- | ------------------------------------------- | -------------------- | --------------------- |
|             | مؤسسة التنمية الدولية                       | 31 أغسطس 1962        | 29 سبتمبر 1980        |
|             | يونسكو                                      | 10 نوفمبر 1960       | 9 يناير 1979          |
|             | وكالة ضمان الاستثمار متعدد الأطراف          | 12 أبريل 1988        | 7 أكتوبر 1991         |
|             | الأمم المتحدة                               | 28 سبتمبر 1960       | 18 ديسمبر 1978        |
|             | مجموعة دول أفريقيا والكاريبي والمحيط الهادئ | ?                    | ?                     |
|             | الاتحاد البريدي العالمي                     | ?                    | ?                     |
|             | البنك الدولي للإنشاء والتعمير               | 31 أغسطس 1962        | 29 سبتمبر 1980        |
|             | الاتحاد الدولي للاتصالات                    | 15 نوفمبر 1960       | 28 أكتوبر 1996        |
|             | منظمة حظر الأسلحة الكيميائية                | ?                    | ?                     |
|             | مؤسسة التمويل الدولية                       | 31 أغسطس 1962        | 29 سبتمبر 1980        |
|             | منظمة التجارة العالمية                      | ?                    | ?                     |
|             | منظمة الشرطة الجنائية الدولية               | ?                    | ?                     |

## وصلات خارجية
- موقع وزارة الخارجية السنغالية